# 海恩堡 (北卡羅萊納州)
海恩堡（英語：Castle Hayne）是位於美國北卡羅萊納州新漢諾威縣的普查規定居民點。

## 人口
根據2020年美國人口普查的數據，海恩堡的面積為13.35平方千米，當中陸地面積為12.34平方千米，而水域面積為1.01平方千米。當地共有人口1243人，而人口密度為每平方千米93.11人。